# Conn McCluskey
Patricia McCluskey (1914 – dicembre 2013) è stato un attivista irlandese per i diritti civili.

## Biografia
Nato nella contea di Down, McCluskey lavorava come medico di famiglia a Dungannon, nella contea di Tyrone, nel 1963, quando insieme alla moglie Patricia fondò la Homeless Citizens' League per attirare l'attenzione sulla discriminazione della popolazione cattolica nell'assegnazione degli alloggi pubblici da parte del consiglio locale controllato dagli unionisti. Il 17 gennaio 1964 la coppia istituì la Campaign for Social Justice, con Patricia McCluskey come prima presidentessa, per ampliare il focus della loro campagna per coprire tutti gli aspetti della discriminazione contro un terzo della minoranza cattolica in Irlanda del Nord.
Un opuscolo scritto dai McCluskey, The Plain Truth, attirò un'ampia attenzione sui problemi. Nel gennaio 1967 aiutarono a fondare la Northern Ireland Civil Rights Association (NICRA), che divenne il principale veicolo per la campagna per i diritti civili che, a seguito delle contromisure repressive del governo unionista, fu seguita dal conflitto trentennale noto come The Troubles.
Nel 1969, quando si presentò un posto vacante nella circoscrizione parlamentare di Mid-Ulster nel Regno Unito, i McCluskey organizzarono una Convenzione dell'Unità che portò alla nomina di Bernadette Devlin come candidato unico e vittorioso anti-unionista.  
Patricia McCluskey ha servito per un po' di tempo come consigliere eletto a Dungannon, ma la coppia non era più importante nella vita pubblica dopo l'inizio dei The Troubles. Nel 1989 Conn ha pubblicato un libro di memorie della loro campagna, Up Off Their Knees.
I McCluskey si ritirarono a Dublino, dove Patricia morì nel 2010, all'età di 96 anni. Conn morì nel 2013 e fu sepolto a Burren, nella contea di Down.
Una McCluskey Civil Rights Summer School annuale è stata istituita a Carlingford, nella contea di Louth, nel 2008.